# Calamita quadrilineatus
Calamita quadrilineatus là một loài ếch thuộc họ Nhái bén.